# SN 2006kd
SN 2006kd – supernowa typu Ia odkryta 13 października 2006 roku w galaktyce A010750+0049. W momencie odkrycia miała maksymalną jasność 21,20m.